# سکونتگاه انسانی

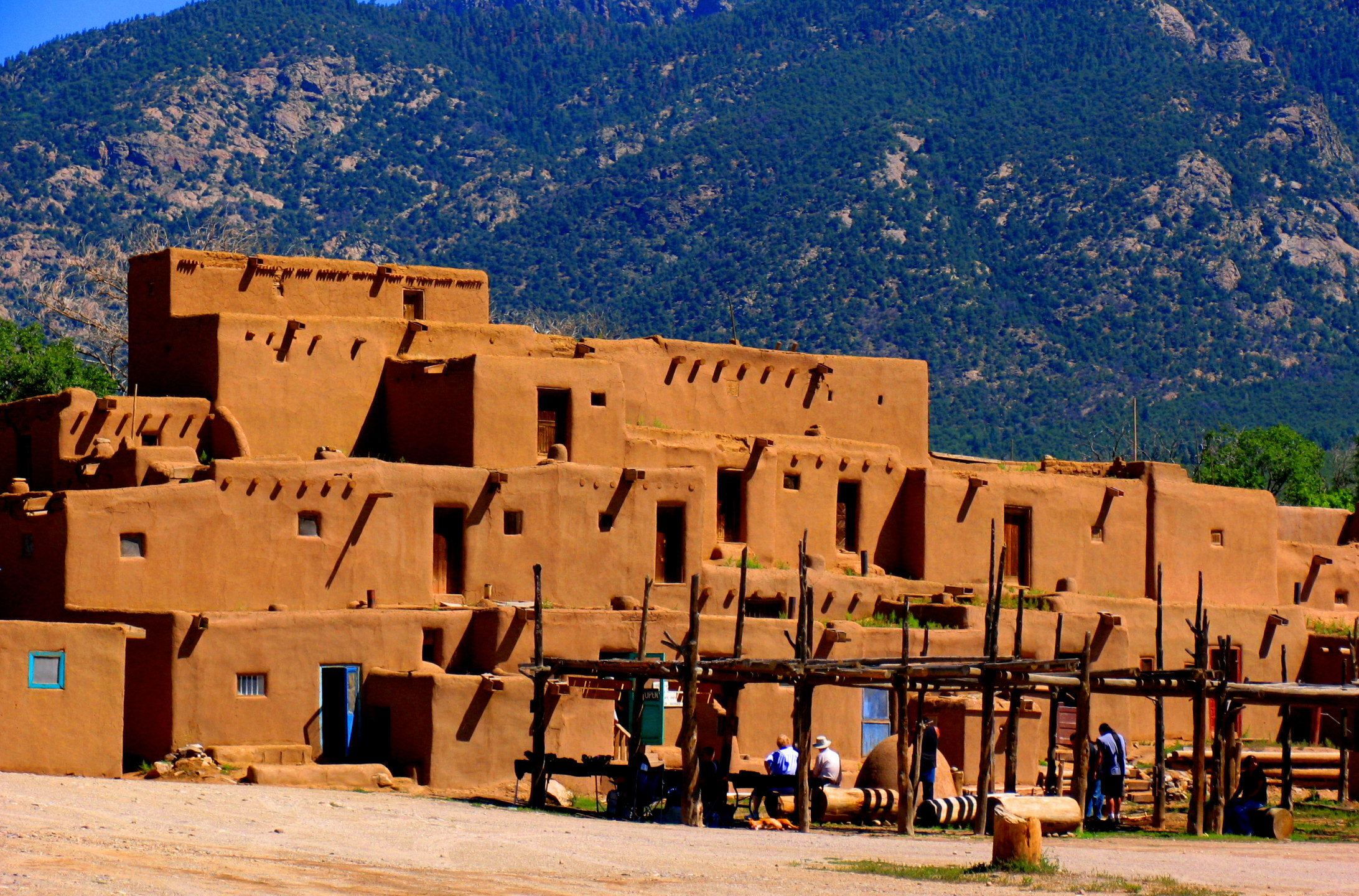
تائوس پوئبلو، دهکده سرخ پوستان باستان متعلق به مردم پوئبلو. این دهکده در حدود ۱۰۰۰ سال قدمت دارد و در حدودِ ۱ مایلی (۱٫۶ کیلومتر) شمالِ به شهرِ تائوسِ جدید در نیومکزیکو است.

سکونتگاه انسانی (به انگلیسی: Human settlement)، محل زندگی یا مکان پرجمعیت ، اصطلاحاتی هستند که در دانش آمار، باستان‌شناسی و جغرافیا و دیگر موضوعاتِ مربوط به یک جامعه دائم یا موقت که در آن مردم زندگی می‌کنند یا زندگی کرده‌اند، بدون توجه به اندازه، جمعیت یا اهمیت استفاده می‌شود.
یک سکونتگاه می‌تواند از چند خانه که به گردِ هم ساخته شده‌اند تا بزرگ‌ترین شهرها با مناطق اطرافش گروه‌بندی شود. این اصطلاح ممکن است شامل آبادی‌ها، روستاها، شهرکها و شهرها باشد.
این اصطلاح بین‌المللی در زمینه مدل سازیِ جغرافیایی استفاده می‌شود و در این زمینه به شهرستان، شهر، روستا یا تراکم‌های دیگر از ساختمان‌ها که در آن مردم زندگی و کار می‌کنند گفته می‌شود.
به طور کلی سکونتگاه به جایی گه گفته میشود که شرایط ادامه زندگی کردن را برای انسان فراهم کند، از جمله ویژگی مهمترین ویژگی‌های سکونتگاه انسانی دارا بودن آب برای کشاورزی، پاکیزگی و سایر نیازهای انسانی است.